# The Unknown Quantity (film)
The Unknown Quantity er en amerikansk stumfilm fra 1919 af Thomas R. Mills.

## Medvirkende
- Corinne Griffith som Mary Boyne
- Huntley Gordon som Dan Kinsolving
- Harry Davenport som Septimus Kinsolving
- Jack Ridgeway som Thomas Boyne
- Frederick Buckley som Peter Kenwitz